# La vie est ailleurs
Pour les articles homonymes, voir La vie est ailleurs (homonymie).
La vie est ailleurs (Život je jinde) est un roman de Milan Kundera publié en tchèque en 1969.[Information douteuse]
La traduction en français paraît en 1973 aux Éditions Gallimard. Il reçoit la même année le prix Médicis étranger.
La vie est ailleurs a pour cadre la Tchécoslovaquie avant, pendant et après la Seconde Guerre mondiale et raconte la vie de Jaromil, un personnage qui a dédié sa vie à la poésie.

## Résumé
La mère de Jaromil contraint le père de Jaromil à former une famille. Jaromil, enfant, vit avec sa mère : son père est rarement à la maison ; il mourra pendant la guerre dans un camp de concentration, pour s’être amouraché d’une jeune juive. La mère de Jaromil présente son fils à un jeune peintre, et lui en montre les dessins : des bonshommes à tête de chien. Le peintre, séduit, lui donne des conseils et lui prête des livres ; ainsi, il l'initie au mouvement poétique et artistique du surréalisme. 
La mère s’éprend du peintre, avec qui elle finit par avoir quelques relations amoureuses. Mais elle sacrifie cet amour, son amour maternel est exclusif. 
Jaromil grandit, et vient à rencontrer les filles. Il tombe d'abord amoureux d'une jeune étudiante qu'il rencontre lors d'une réunion politique, mais son amour reste purement platonique car il n'ose pas coucher avec elle. Il refuse même de se masturber afin de se garder pur pour elle. Une seule fois il a une vraie occasion de coucher avec elle, mais se trompant sur les intentions de la fille, il échoue dans son projet. Elle, choquée et sans pudibonderie, se refuse. Leur relation meurt peu à peu, et ils finissent par se quitter. 
Sa deuxième vraie petite amie est rousse et presque laide. Elle travaille dans une épicerie et Jaromil ne la remarque même pas au début. C'est avec elle qu'il perd sa virginité. 
Après son bac, il s’inscrit dans une école de hautes études politiques, mais continue à écrire des vers de plus en plus engagés. Il arrive à avoir un certain succès : il devient un poète du réalisme socialiste. Une jeune cinéaste prépare un film en son honneur. La mère de Jaromil devient la complice de la cinéaste, en effet elle ne supporte aucune autre femme aux côtés de Jaromil. L'amour maternel est absolu.

## Personnages principaux
Les personnages principaux sont Jaromil, sa mère, la rousse, le peintre, le fils du concierge.
- Jaromil vit sa vie de poète durant tout le roman. Il est aussi engagé dans la politique ; il est donc amené à débattre sur l’art et la politique. Xavier est l’enfant de ses rêves : un jeune homme, comme lui, qui vit des amours folles.
- La mère de Jaromil est omniprésente dans la vie de son fils. Elle choisit ses vêtements, etc. Elle voudrait connaître toute sa vie intime. Durant tout le roman, sa présence étouffe son fils. Elle est d’ailleurs désignée par l’auteur sous les mots de "la mère du poète".
- La rousse est caissière dans un supermarché ; elle est issue d’un milieu très modeste.
- Le peintre est l’initiateur de Jaromil ; en outre un modèle, quand Jaromil ne sait plus quel rôle jouer.
- Le fils du concierge s’engage dans la police. Il n’a de cesse d’admirer Jaromil, tout en conservant avec lui une relation d’amitié. En revanche, lui réussit sa vie –comme le constate Jaromil.

## Analyse
Voici une interprétation du roman présentant certaines pistes d'analyse :
Selon la conception du lyrisme de Kundera, toute affirmation, toute conviction est insuffisante et impertinente par le fait que la connaissance est toujours douteuse, que nous ne pouvons échapper au hasard et à l'incertitude du monde, à l'imperfection de l'homme. Incapable de se remettre en question, alors qu'il croit avoir toujours raison, Jaromil nie cette réalité. Dans le contexte historique de "La vie est ailleurs", le lyrisme peut entre autres se manifester à travers ces gens qui, tout comme Jaromil, se sont refusés de voir les absurdités et les failles du régime communiste parce qu'ils ne voulaient pas abandonner l'idéal politique et social auquel ils croyaient fermement. Toutefois, le lyrisme est une caractéristique propre au genre humain et ne peut, par conséquent, pas être considérée exclusive à une époque ou une génération. 
Ce terme désigne aussi l'expression prédominante du "moi", de l’émotion personnelle, de la subjectivité, du désir, préférée à la connaissance du monde extérieur. Cette attitude implique presque obligatoirement un certain narcissisme et un certain égocentrisme qui sont aussi des traits caractéristiques de Jaromil et de l'adolescent en général selon Kundera. En dehors de la foi aveugle qu'il éprouve envers le communisme, alors qu'il se refuse à dissocier l'idéal de la réalité, le caractère lyrique de Jaromil se manifeste dans ses relations sociales et amoureuses, son incapacité à remettre en cause ses pensées et ses convictions ainsi que dans sa poésie.

### Les convictions de Jaromil
Ayant peu connu son père, Jaromil trouvera un modèle masculin dans le peintre, personnage représentant la connaissance et la vérité aux yeux du jeune garçon. Cet homme aura un impact important sur le comportement de l'élève qui se mettra à agir comme son idole. Jaromil cherchera à combler un certain complexe par rapport à la virilité - il a en effet un visage féminin et voit toujours sa mère dans lui, ce qui le perturbe - à travers son besoin exagéré d'être remarqué, d'avoir le dessus lors des débats oratoires, bref, d'être le plus fort. L'art oratoire devient pour le jeune homme une compétition dont l'unique but est l’attention et la reconnaissance que cette activité lui permet d'obtenir et les sentiments de contrôle, de pouvoir, de raison et de compréhension que le sérieux des convictions éveillent en lui. Il tente donc de trouver les arguments les plus forts dans l'optique de défendre son point de vue en ne voulant aucunement le modifier. Nous assistons lors des débats à une guerre de monologues où l'opinion de chacun est considérée comme l'une de ses possessions dont la perte équivaudrait à un appauvrissement. Au cours de ces échanges, le sérieux qu'accorde Jaromil (et d'autres personnages) à ses convictions, témoigne d'une assurance face à la détention de la vérité. Il n'y a à ce moment pas de place pour le doute, l'incertitude et la remise en cause.

### Jaromil et l'amour
La relation amoureuse avec la rousse constitue un autre élément qui illustre le narcissisme et le lyrisme dont fait preuve Jaromil. Il exige un amour absolu de la part de son amante et ce, non parce qu'il l'aime, mais parce que, comme il en est le cas lors des débats, il veut se sentir valorisé par l'amour de l'autre. Il désire s'aimer à travers l'amour qu'elle éprouve pour lui, à travers le sentiment valorisant d'être aimé. Pour pleinement y parvenir, il veut la posséder, dans le passé, le présent et le futur. Il en vient même à être jaloux de l'amour qu'elle éprouve pour son frère, alors qu'il s'agit d'un sentiment bien différent de celui qu'on ressent pour son amant(e). Les besoins de la rousse et la compréhension de son être le laissent froid. 
Il est important de mentionner l’insécurité affective dont la mère fait preuve par rapport à son fils. Cette insécurité se traduit souvent par un besoin de réduire l'influence des femmes que Jaromil aime (la rousse) ou risque d'aimer (la cinéaste). Ainsi, la mère se montrera-t-elle d'une part hostile à l'égard de la rousse, d'autre part si complice envers la cinéaste qu'elle parviendra à nuire au rapprochement de son fils d'avec cette dernière. Alors que Jaromil s'apprête à mourir, la mère en viendra même à détruire l'image que le jeune poète avait de son père en dévoilant que ce-dernier n'avait jamais voulu que son enfant vienne au monde. Le comportement qu'adopte la mère envers Jaromil aura d'importantes répercussions : le fils, à son tour, fera preuve en sus du narcissisme décrit plus haut, d'une grande insécurité dans sa relation amoureuse avec la rousse. 
La vision idéalisée de la mère pour Jaromil, sera extrêmement pesante dans la vie sur celui-ci. Le fils voudra en effet correspondre aux attentes oppressantes de celle-ci, estimant qu'il ne peut être aimé pour ce qu'il est, mais seulement pour ce qu'il "devrait être". L'attitude narcissique développée par Jaromil est en partie alimentée par sa mère.

## Thèmes
Les thèmes du roman sont le poète, l’amour - plus ou moins sublimé -, l’art et la politique, la relation de mère à fils. Un thème général pourrait[pas clair] se dégager : la liberté.